# L'atemptat (novel·la)
L'atemptat (originalment en francès L'attentat) és una novel·la en francès escrita per l'escriptor algerià Yasmina Khadra i publicada el 20 de juliol de 2005 per Éditions Julliard que narra la història d'una dona kamikaze amb una crisi entre Israel i Palestina al rerefons. La novel·la fou guanyadora de la 52 versió dels Premis dels Llibreters Francesos on dels 562 llibreters que participaven en la votació, 362 votaren a favor de L'attentat. El 2012 Loïc Dauvillier i Glen Chapron publicaren a Glénat un còmic, adaptació de la novel·la de Khadra. També fou adaptada al cinema pel director Ziad Doueiri sota el títol The Atack l'any 2013 i posteriorment també al teatre l'any 2014.

## Argument
Amine Jaafaria, cirurgià israelià d'origen palestí, ha d'operar a les persones ferides en un bombardeig que ha tingut lloc a la seva ciutat natal de Tel-Aviv. A la nit següent, s'assabenta que el terrorista suïcida era la seva esposa Sihem. Al principi, Amine es nega a creure que Sihem podria haver comès tal atrocitat. Ell espera que torni aviat de visitar a la seva àvia a Kfar Kanna. La incredulitat dona pas al terror quan l'última carta de Sihem, enviada des de Betlem, apareix a la seva bústia. La vida d'Amine es desintegra. És arrossegat per la beguda. Refà l'últim viatge de Sihem des de Tel-Aviv fins a Betlem i torna. Amine és "assetjat" repetidament: pel Xin Bet, els seus veïns de Tel-Aviv i pels militants palestins a les ciutats de Cisjordània, de Betlem i Jenin assetjats per l'exèrcit israelià. És conferenciat per imams i futurs màrtirs. Decideix dur a terme la seva pròpia investigació per intentar entendre l'incomprensible. «L'única batalla en què crec», diu, «és la lluita que el cirurgià lluita, que consisteix a recrear la vida al lloc on la mort ha optat per dur a terme les seves maniobres».

## Premis
- 2006: Premi dels Llibreters Francesos.
- 2006: Premi Tropiques.
- 2006: Premi Gabrielle d'Estrées.
- 2006: Premi dels estudiants de secundària de Chartres.
- Gran Premi de lectrices Côté Femme.
- Premi literari per a estudiants d'educació secundària i aprenents de Borgonya.
- Premi dels lectors de Le Télégramme.